# Ziegenhagen (Rochau)
Ziegenhagen ist ein Ortsteil von Rochau in der Verbandsgemeinde Arneburg-Goldbeck im Landkreis Stendal in Sachsen-Anhalt.

## Geographie
Ziegenhagen, ein kurzes Straßendorf, liegt 14 Kilometer nordwestlich von Stendal an der Bundesstraße 189 in der Altmark.
Nachbarorte sind Ballerstedt im Westen, Polkau und Erxleben im Nordwesten, Petersmark im Osten, Klein Schwechten im Südosten, Häsewig im Süden und Rochau im Südwesten.

## Geschichte

### Mittelalter bis Neuzeit
Erstmals erwähnt wurde Ziegenhagen im Jahre 1200 als Tzegenhaghen und in Ceghenhaghen in einer Urkunde über die Gründung und Ausstattung der Kirche des Klosters Krevese, ausgestellt von Bischof Gardolf von Halberstadt.
Wilhelm Zahn meinte, das Dorf Ziegenhagen wurde 1238 als Cugenhagen erwähnt und gehörte zu den Gütern des St. Ludgeriklosters in Helmstedt, mit denen der Graf Siegfried von Osterburg belehnt war. Peter Wilhelm Behrens interpretierte im Jahre 1841 Cugenhagen iuxta Rocgowe als „wüste Dorfstätte in der Umgegend von Rochau“. 1836 hatte er noch geschrieben „Kuhagen eine Wüstung beim Dorfe Rochau“.
Im Landbuch der Mark Brandenburg von 1375 wird das Dorf als Zcegenhagen aufgeführt. Weitere Nennungen sind 1540 Segelitz, 1551 Segenhagen, 1687 und auch 1804 Ziegenhagen. Heinrich Christoph Steinhart gibt im Jahre 1800 an „Ziegenhagen, vom gemeinen Mann Zennhagen genannt“.

### Eingemeindungen
Das Dorf gehörte bis 1807 zum Stendalischen Kreis der Mark Brandenburg in der Altmark. Zwischen 1807 und 1813 lag es im Kanton Schinne auf dem Territorium des napoleonischen Königreichs Westphalen. Nach weiteren Änderungen gehörte die Gemeinde zum Kreis Stendal, dem späteren Landkreis Stendal.
Am 25. Juli 1952 wurde Ziegenhagen in den Kreis Osterburg umgegliedert. Am 1. April 1959 wurde die Gemeinde Ziegenhagen in die Gemeinde Häsewig eingemeindet. Am 1. Januar 1974 wurde Häsewig in die Gemeinde Klein Schwechten eingemeindet, damit kam der Ortsteil Ziegenhagen zu Klein Schwechten.
Im Zuge der kommunalen Neuordnung Sachsen-Anhalts wurde Klein Schwechten per Gesetz zum 1. Januar 2011 in die Gemeinde Rochau eingemeindet. Seit dem 1. Januar 2011 gehört damit der Ortsteil Ziegenhagen zur Gemeinde Rochau.

### Einwohnerentwicklung
| Jahr | Einwohner |
| ---- | --------- |
| 1734 | 57        |
| 1772 | 46        |
| 1790 | 51        |
| 1798 | 46        |
| 1801 | 51        |
| 1818 | 52        |
| 1840 | 62        |

| Jahr | Einwohner |
| ---- | --------- |
| 1864 | 68        |
| 1871 | 75        |
| 1885 | 56        |
| 1892 | [0]52     |
| 1895 | 54        |
| 1905 | 60        |
| 1910 | [0]54     |

| Jahr | Einwohner |
| ---- | --------- |
| 1925 | 66        |
| 1939 | 70        |
| 1946 | 85        |
| 2014 | [00]41    |
| 2015 | [00]42    |
| 2017 | [00]38    |
| 2018 | [00]39    |

| Jahr | Einwohner |
| ---- | --------- |
| 2020 | [00]35    |
| 2021 | [00]35    |
| 2022 | [0]35     |
| 2023 | [0]38     |

Quelle bis 1946, wenn nicht angegeben:

## Religion
Die evangelischen Christen aus Ziegenhagen sind in die evangelische Kirchengemeinde Häsewig eingepfarrt, die früher zur Pfarrei Groß Schwechten gehörte. Sie wird heute betreut vom Pfarrbereich Klein Schwechten des Kirchenkreises Stendal im Bischofssprengel Magdeburg der Evangelischen Kirche in Mitteldeutschland.
Früher ging von jedem Gehöft einer zum Gottesdienst, jung und alt im Wechsel, jeden Sonntag. Man ging zu Fuß über den Kirchsteig. Dieser begann zwischen den Höfen von Eggert und Vinzelberg, ging über den Acker in den Wald bis zur Kirche nach Häsewig. Jede Familie hatte ihre Kirchenbank und eine eigene Grabstätte auf dem Friedhof an der Kirche. Dazu gibt es die Sage „Der Teufel und die Kirche“. Die Häsewiger meinten, die Ziegenhagener hätten den Teufel überredet, die Kirche auf der Hälfte des Weges zwischen beiden Orten abzustellen. So wäre dann der Kirchgang beider Dörfer gleich lang und damit gerechter. Da dem Teufel das Schleppen der Kirche bald zu schwer wurde, stellte er sie schon nach kurzem Weg am Dorfausgang in Richtung Ziegenhagen ab, wo sie heute noch steht.

## Kultur und Sehenswürdigkeiten
In Ziegenhagen stehen ein Bauernhof und ein Bauernhaus unter Denkmalschutz.

## Wirtschaft
Der Gasthof Gose mit Hotel und das Freizeitzentrum Gose’s Farm prägen den Ort. Das Restaurant des Gasthofs ist für seine regionale Küche bekannt.

## Verkehr
Es verkehren Linienbusse und Rufbusse von stendalbus.